# Константинов, Николай Александрович (1877)
Николай Александрович Константинов (13 мая 1877, г. Санкт-Петербург — до 1968 г., Мариинский Посад Чувашской Республики). Российский художник-прикладник первой половины 20 в., искусный мастер-краснодеревщик, работавший в резьбе и росписи по дереву в популярном «русском стиле».

## Биография
Родился в Санкт-Петербурге, обучался резьбе по дереву и живописи. Работал резчиком и художником в багетной мастерской, с 1900 г. — на Мебельной фабрике (Мануфактуре) Ф. А. Мельцера Торгового дома «Мельцер Ф. и К», которая выпускала как массовую, так и высокохудожественную мебель для дворцов и особняков. В 1906 г. переехал с семьей в провинциальный поволжский город — Мариинский Посад Чебоксарского уезда Казанской губернии, стал работать в Учебно-показательных мастерских Министерства земледелия России. Скончался в 1951 г.

## Творчество
С конца 19 века работал как художник декоративно-прикладного искусства в русле т. н. «русского стиля», применяя в произведениях русский орнамент и сюжеты росписи с национальными мотивами. Занимался скульптурной и рельефной резьбой, подчас сочетая её с живописью масляными красками. Создавал художественные предметы интерьера, в том числе мебель.
В 1937 г. стал известен благодаря выполнению заказа на декоративное блюдо-панно «Сталин с ребёнком» (дерево, резьба, 130х70 см.), над которым работал вместе с сыном и учеником Г. Н. Константиновым.
Произведения Н. А. Константинова — декоративные блюда, панно, рамки, «стенники» и художественная мебель — хранятся в Чувашском государственном художественном музее, Мариинско-Посадском краеведческом музее, а также у наследников в Москве и Московской области.

## Основные произведения
- Блюдо декоративное. 1926 г. Дерево, резьба, роспись. 68 х 3. Собр. ЧГХМ.
- Декоративный ковш «Ковчег». Середина 20 в. Дерево, резьба, 16 х 35. Собр. ЧГХМ.
- Декоративные панно, блюда, рамки, шкатулки, тумбочки, кресла, столы, полки с резьбой и росписью.

## Семья
Сын — Константинов, Геннадий Николаевич (1910—1979) — известный художник-прикладник, мастер резьбы по дереву и педагог, заслуженный художник Чувашской Республики.